# Acanthagrion latapistylum
Acanthagrion latapistylum là một loài chuồn chuồn kim trong họ Coenagrionidae.
Acanthagrion latapistylum được Calvert miêu tả khoa học năm 1902.